# Dora Lardelli

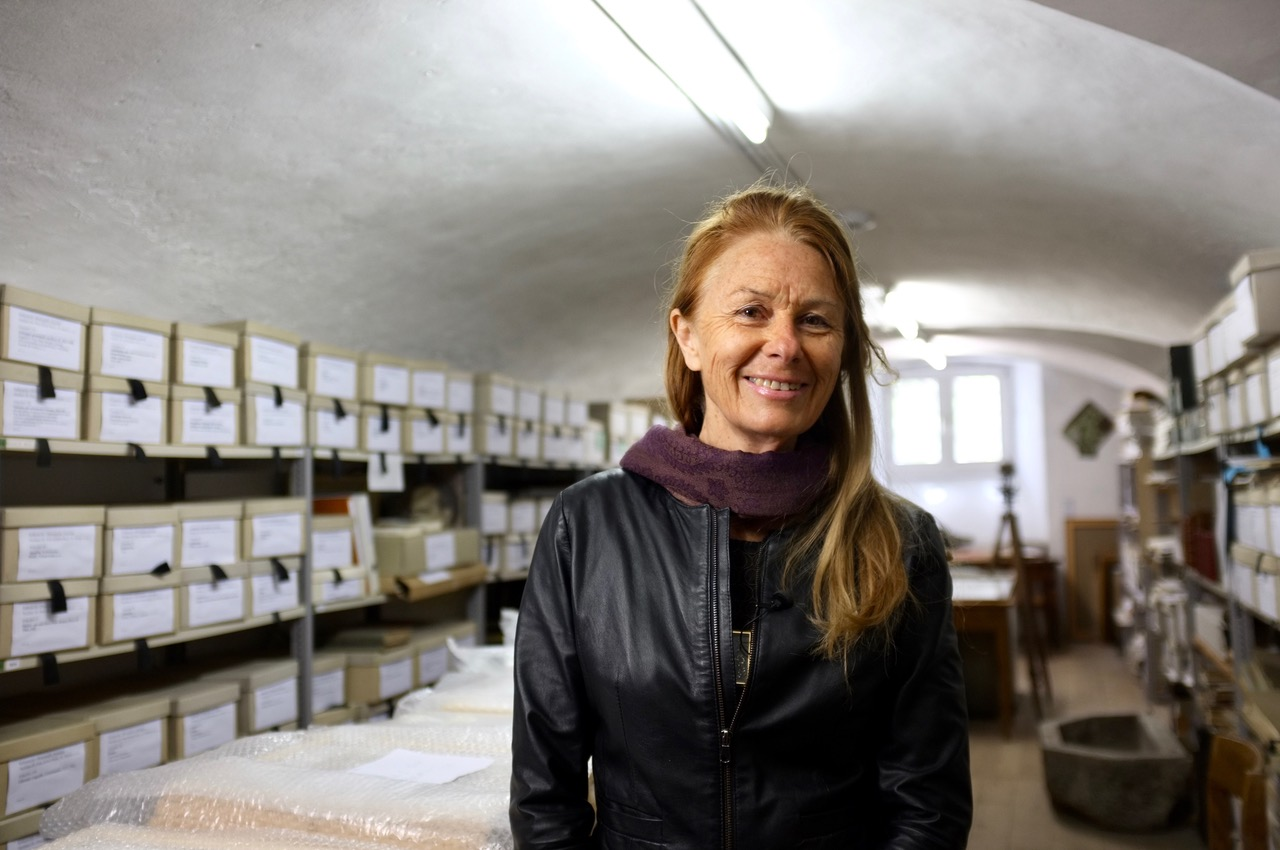
Dora Lardelli im Kulturarchiv Oberengadin (2020)

Dora Lardelli (* 28. Dezember 1953 in Soglio; † 29. Januar 2023) war eine Schweizer Kunsthistorikerin, Autorin und Kulturvermittlerin.

## Leben
Dora Lardelli war die Tochter des Arztes Rudolf Lardelli aus Poschiavo und der Kauffrau Gerda Hirschfeld aus Erfurt. Ihr Grossonkel Giacomo Lardelli war ausgewanderter Zuckerbäcker in Warschau.

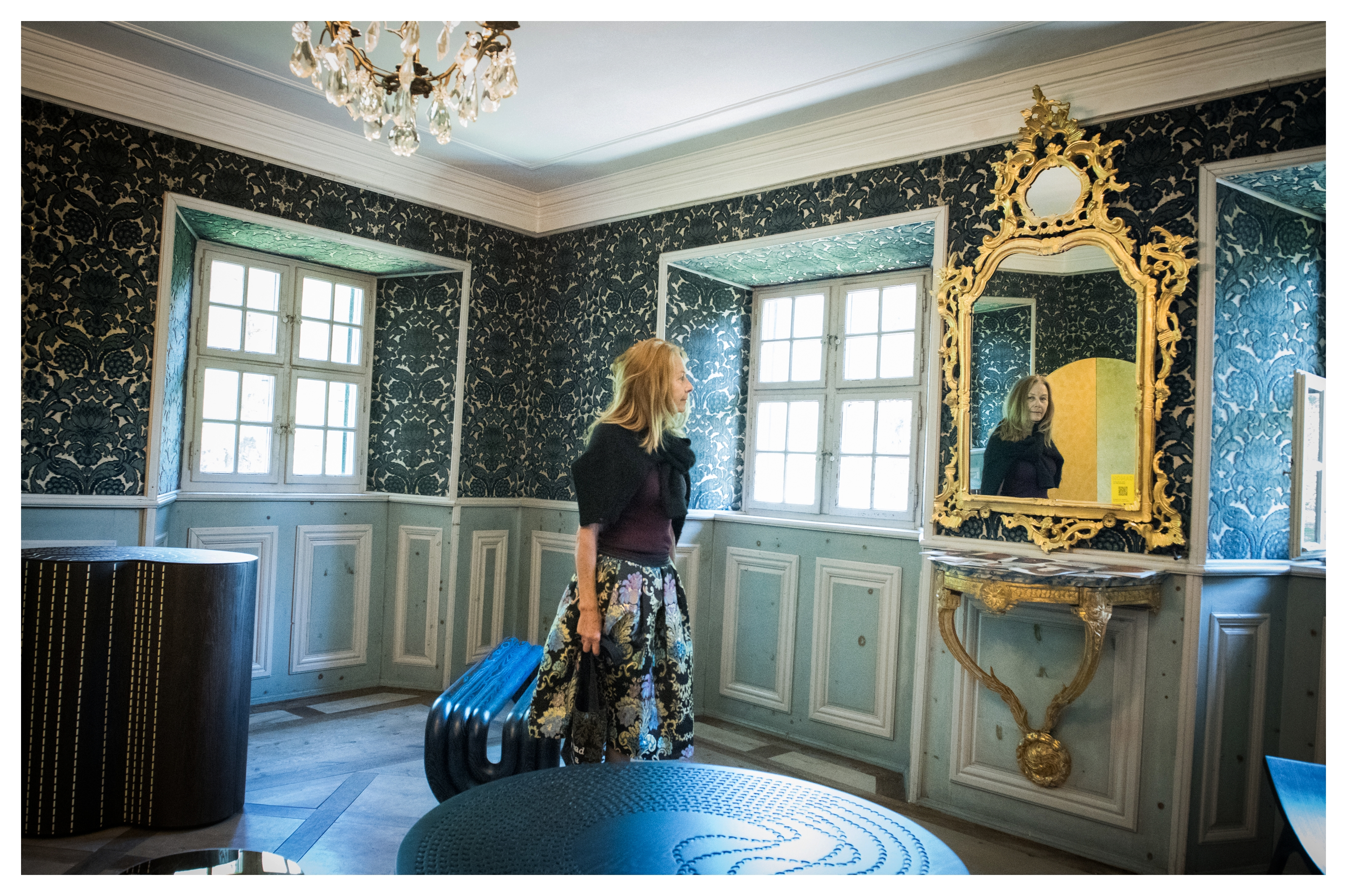
Dora Lardelli in der NOMAD-Ausstellung in der Chesa Planta Samedan (2021)

Lardelli studierte von 1981 bis 1987 an der Universität Basel Kunstgeschichte, klassische Archäologie und italienische Sprachwissenschaft und schloss bei Gottfried Boehm mit dem Lizentiat in Kunstgeschichte ab.
Von 1975 bis 1999 leitete sie das Segantini Museum in St. Moritz. 1981 war sie Mitbegründerin der «Vereinigung Museen Graubünden», die sie 1991 bis 2000 präsidierte. 1988 gründete sie zusammen mit dem Bildhauer Giuliano Pedretti das «Kulturarchiv Oberengadin», ein damals europaweit einziger Archivtypus, der in den folgenden Jahren mehrmals nachgeahmt wurde. Bis zu ihrem Tod war sie dessen Präsidentin. Ab 1997 war sie kantonale Archivinspektorin. Von 2004 bis 2008 war sie Mitglied der schweizerischen Kulturkommission der UNESCO.
Dora Lardellis Werdegang war geprägt durch Persönlichkeiten der Kultur wie Remo Maurizio, Diego Giovanoli, Horst Bayer, Prof. Dr. Stucki, Erica Pedretti, Iso Camartin, Heinz P. Adamek, Reto a Marca, Peter Robert Berry und Hans-Peter Danuser.
Ihre berufliche Tätigkeit zeigte sich in einer regen Forschungs- und Publikationstätigkeit, der Organisation von Ausstellungen, der Vermittlung durch Vorträge, Führungen und Filmen zu kunst- und kulturgeschichtlichen Themen des 19. und 20. Jahrhunderts.
Durch einen Forschungsauftrag über künstlerische Hotelausstattungen der Belle Époque beim Verein für Bündner Kulturforschung vertiefte sie von 1995 bis 2010 die Kenntnis der Belle Époque im Alpenraum. Sie organisierte Ausstellungen im In- und Ausland zu Segantini, Giacometti etc. und kuratierte Ausstellungsreihen zu diversen Themen im Rahmen des Segantini-Museums St. Moritz, des Kulturarchivs Oberengadin, des internationalen AlpenMythenSehen-Programms, in der Bergeller Rimessa Castelmur in Stampa/Coltura und im Atelier Segantini in Maloja. Ihre Texte und Vorträge hatten zeitgenössische internationale und lokale Künstler wie Arman, Mimmo Rotella, Daniel Spoerri, Paolo Pola, Erica Pedretti, Giuliano Pedretti, Martin Ruch, Wanda Guanella und Ursina Vinzens, Fotografen wie etwa Albert Steiner, Gustav Sommer und Elizabeth Main oder auch Wissensgebiete wie Panoramakunst, historische Herbarien, die Engadiner Landschaft zum Thema.
Dora Lardelli lebte im elterlichen Haus in Roticcio oberhalb von Vicosoprano. Ihre Tochter ist Kulturmanagerin, zuvor erfolgreiche Eiskunstläuferin. Dora Lardelli starb am 29. Januar 2023 nach schwerer Krankheit im Alter von 69 Jahren.

## Ehrungen
- 2008 richtete Regierungsrat Hansjörg Trachsel im Namen der Bündner Regierung anerkennende Worte an die Adresse der Leiter des Kulturarchivs Oberengadin Dora Lardelli, Giuliano Pedretti und deren Mitarbeiter. «Dank Ihnen wurde enormes Wissen erhalten, das sonst nicht mehr vorhanden wäre», würdigte er die Fleissarbeit, mittels der Tausende von Dokumenten mit Bezug zum Engadin vor der Zerstörung gerettet, dann inventarisiert und schliesslich der Öffentlichkeit zugänglich gemacht wurden.[13]
- 2012 erhielt Dora Lardelli den Kulturpreis des Kantons Graubünden «in Würdigung ihres breiten Engagements für die Forschung, Präsentation und Interpretation von Kunst und Kultur, insbesondere des Oberengadins».[14]
- 2014 gewann sie den Terra-Grischuna-Preis.[15][16]

## Werke (Auswahl)
- Elvezia Michel 1887–1963. Kulturarchiv Oberengadin, Samedan 1993. Katalog zur gleichnamigen Ausstellung: Museum «Ciäsa Granda», Stampa, 1. Juni bis 1. Oktober 1993, und Sala Segantini, Savognin, 29. Dezember 1993 bis 9. Februar 1994.
- The magic carpet. Kunstreise zu den Oberengadiner Hotels, 1850–1914. Skira, Mailand 2010, ISBN 978-88-572-0787-2.
- mit Sergio Michels: Clara Porges: die Malerin des Lichtes / la pittrice della luce. Michels Design Art Editions, Comano 2013, ISBN 978-88-8191-362-6 (Band 1), ISBN 978-88-8191-389-3 (Band 2).
- mit Marcella Maier: Mili Weber 1891–1978. 2. Auflage des Kataloges zur Ausstellung im Segantini Museum, St. Moritz, vom 2. April bis 14. Juli 1991, und im Museum Neuhaus, Biel, vom 16. August bis 20. Oktober 1991. St. Moritz 2000, ISBN 3-9520540-2-X.
- Das Kulturarchiv Oberengadin: eine Pionierinstitution. In: Kunst und Kultur Graubünden. In: Bündner Jahrbuch. 58. Jg., 2016, doi:10.5169/seals-587216.
- Ausstellungskatalog Das Oberengadin in der Malerei. St. Moritz 1985.
- Ausstellungskatalog Giovanni Segantinis Panorama und andere Engadiner Panoramen. St. Moritz / Innsbruck 1991.
- Das Segantini Museum in St. Moritz. Gesellschaft für Schweizerische Kunstgeschichte, Bern 1990.
- Diverse Texte über zeitgenössische Künstler wie Arman, Mimmo Rotella, Daniel Spoerry, Paolo Pola, Erica Pedretti, Giuliano Pedretti, Martin Ruch, Wanda Guanella und Ursina Vinzens. Introduction. In: St. Moritz Chic. Assouline, New York, 2019.